# Governo Modrow
Il governo Modrow è il governo della Repubblica Democratica Tedesca, formatosi sulla scia della rivoluzione pacifica (Die Wende) in carica dal 13 novembre 1989 al 12 aprile 1990, durante il periodo in cui si tennero le elezioni libere della Camera del popolo il 18 marzo 1990.

## Storia del mandato
Guidato dal nuovo presidente del Consiglio dei ministri socialista Hans Modrow, questo governo è costituito e sostenuto dal Partito Socialista Unificato di Germania (SED), dall'Unione Cristiano-Democratica di Germania (CDU), dal Partito Liberal-Democratico di Germania (LDPD) e dal Partito Democratico Rurale di Germania (DBD). Insieme, hanno 283 deputati su 500, ovvero il 56,6% dei seggi nella Camera del popolo. In effetti, gode del supporto senza la partecipazione dei restanti 217 deputati.

## Composizione
| Carica o ministero                             | Titolare | Partito                    |
| ---------------------------------------------- | --- | -------------------------- |
| Presidente del Consiglio dei ministri          | Hans Modrow | SED/PDS                    |
| Vicepresidente del Consiglio dei ministri      | Christa Luft Peter Moreth Lothar de Maizière                                                                                  | SED/PDS LDPD CDU           |
| Affari esteri                                  | Oskar Fischer | SED/PDS                    |
| Interno                                        | Lothar Ahrendt | SED/PDS                    |
| Autorità costituzionali locali                 | Peter Moreth | LDPD                       |
| Difesa                                         | Theodor Hoffmann | SED/PDS                    |
| Finanze                                        | Uta Nickel | SED/PDS                    |
| Istruzione e Gioventù                          | Hans-Heinz Emons | SED/PDS                    |
| Cultura                                        | Dietmar Keller | SED/PDS                    |
| Commissione del piano                          | Gerhard Schürer | SED/PDS                    |
| Comitato nutrizionale                          | Karl Grünheid | SED/PDS                    |
| Industria                                      | Christa Luft | SED/PDS                    |
| Industria pesante                              | Kurt Singhuber | SED/PDS                    |
| Costruzione di macchine                        | Karl Grünheid fino al 12 gennaio 1990 Hans-Joachim Lauck                                                                      | SED/PDS                    |
| Industria leggera                              | Gunter Halm | NDPD                       |
| Scienza e Tecnologia                           | Peter-Klaus Budig | LDPD                       |
| Commercio                                      | Manfred Flegel | NDPD                       |
| Costruzioni e Edilizia abitativa               | Gerhard Baumgärtel | CDU                        |
| Commercio estero                               | Gerhard Beil | SED/PDS                    |
| Turismo                                        | Bruno Benthien | LDPD                       |
| Salute                                         | Klaus Thielmann | SED/PDS                    |
| Giustizia                                      | Hans-Joachim Heusinger fino al 12 gennaio 1990 Kurt Wünsche                                                                   | LDPD                       |
| Poste                                          | Klaus Wolf | CDU                        |
| Trasporti                                      | Heinrich Scholz fino al febbraio 1990 Herbert Keddi                                                                           | SED/PDS                    |
| Ambiente                                       | Hans Reichelt fino all'11 gennaio 1990 Peter Diederich                                                                        | DBD                        |
| Agricoltura e Foreste                          | Hans Watzek | DBD                        |
| Lavoro                                         | Hannelore Mensch | SED/PDS                    |
| Affari ecclesiali                              | Lothar de Maizière | CDU                        |
| Ministro senza portafoglio dal 5 febbraio 1990 | Tatjana Böhm Rainer Eppelmann Sebastian Pflugbeil Gerd Poppe Walter Romberg Klaus Schlüter Wolfgang Ullmann Matthias Platzeck | UFV DA NF IFM SDP GP DJ GL |